# Kościół św. Anioła „in Pescheria”
Kościół św. Anioła in Pescheria (wł. Chiesa di Sant'Angelo in Pescheria) – rzymskokatolicki kościół tytularny w Rzymie. 
Świątynia ta jest kościołem rektoralnym parafii Santa Maria in Portico in Campitelli oraz kościołem tytularnym.
Określenie in Pescheria (łac. in Foro Piscium) w odniesieniu do kościoła pojawiło się w Catalogus Camerarii z 1192 roku i miało związek z targiem rybnym, który został założony w pozostałościach starożytnego portyku Oktawii. Był to jeden z głównych targów rybnych miasta, przetrwał on aż do 1888 roku.

## Lokalizacja
Kościół znajduje się w XI Rione Rzymu – Sant’Angelo przy Via della Tribuna di Campitelli 6.

## Historia
Według legendy kościół założył papież Bonifacy II w 530 roku, jednak prawdopodobnie powstał on w późniejszych czasach. Na ścianie po prawej stronie wejścia znajduje się epigraf, który pozwala datować kościół wraz z diakonią (czyli miejscem, gdzie pomagano potrzebującym) na połowę VIII wieku. Według tego epigrafu kościół pierwotnie był pod wezwaniem św. Pawła, ale w krótkim czasie musiało dojść do zmiany wezwania na św. Michała Archanioła, co potwierdza Einsiedeln itinerary z końca VIII wieku.

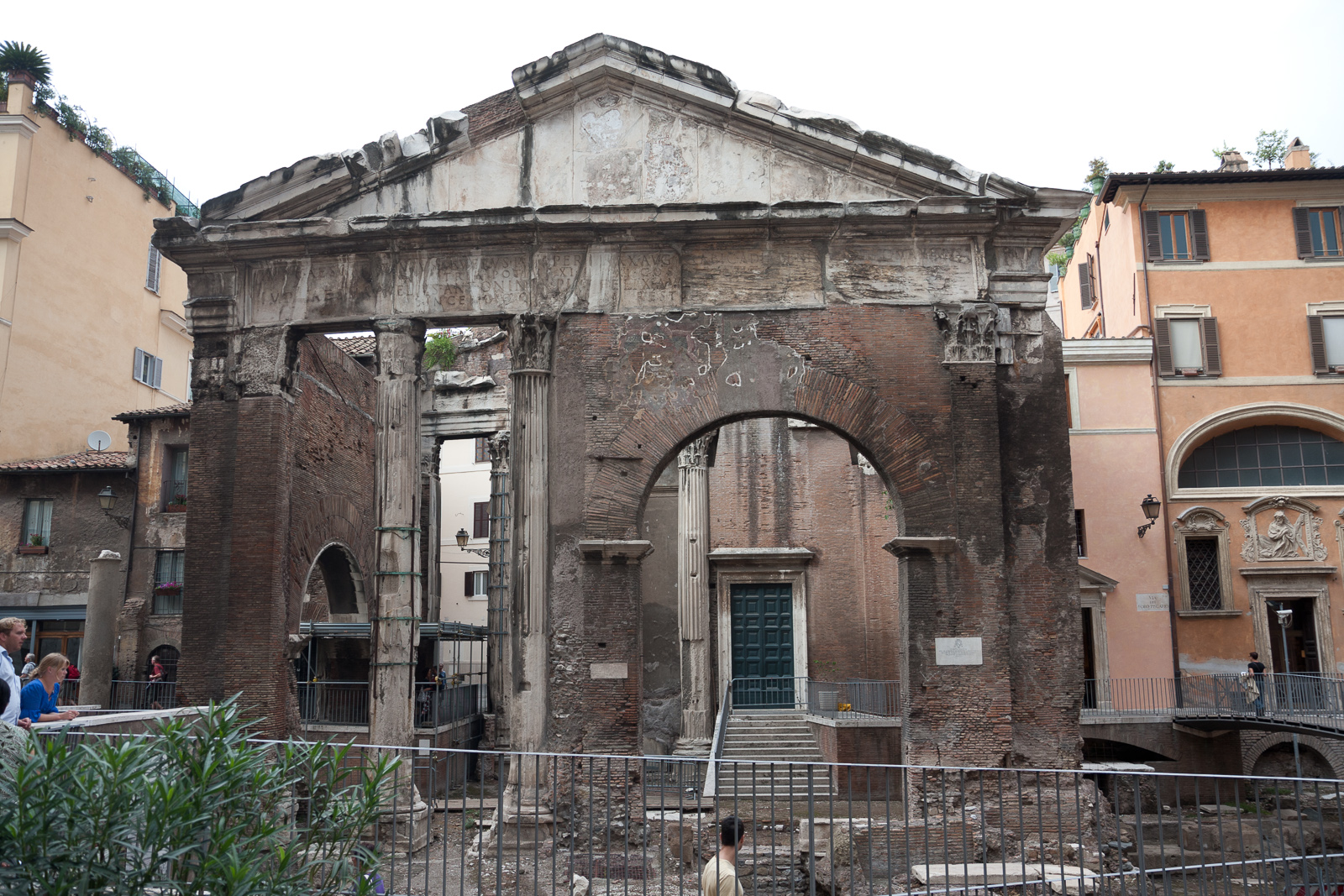
Pozostałości portyku Oktawii, w głębi wejście do kościoła

Fronton portyku był dawniej podtrzymywany przez cztery kolumny, ale przed XIII wiekiem z nieznanych powodów w miejsce dwóch z nich wstawiono ceglany łuk umieszczony na wprost wejścia do kościoła. Około XIII wieku kościół został przebudowany. Pod koniec XIII wieku zbudowano romańską dzwonnicę, która zawaliła się w XVI wieku i nie została odbudowana. Kościół został ponownie przebudowany w XVI wieku za pontyfikatu papieża Piusa IV. Rozebrano wówczas znaczną część kościoła, przy czym dolne części dawnych trzech apsyd zachowano w krypcie, natomiast z głównej bryły kościoła usunięto boczne apsydy, a apsyda środkowa została zbudowana na nowo. Bractwo sprzedawców ryb (Università dei Pescivendoli) przyjęło kościół za swoją główną siedzibę. Zleciło ono Martino Longhi przebudowę prawej nawy w 1583 roku. W efekcie powstała kaplica św. Andrzeja (który jako rybak był patronem sprzedawców ryb). W 1599 roku Giacomo della Porta został zatrudniony do ponownego przemodelowania wnętrza. Kolejna renowacja nastąpiła w 1741 roku. W 1867 roku papież Pius IX zlecił Alessandro Batocchi przeprowadzenie gruntownej renowacji kościoła, która obejmowała utworzenie nowej dzwonnicy oraz przebudowę apsydy
W 1909 roku zlikwidowano parafię istniejącą przy kościele. Następnie świątynia została przekazana Klerykom Regularnym Mniejszym, którzy opiekują się kościołem do dzisiaj.
W XX wieku rozebrano wiele budynków z otoczenia kościoła tak, aby uwidocznić starożytne rzymskie pozostałości. Usunięto również pewną ilość ziemi przed kościołem w celu odsłonięcia starożytnego poziomu gruntu, co spowodowało, że drzwi wejściowe znalazły się w górze, w związku z czym musiano wybudować schody wejściowe.

## Architektura i sztuka

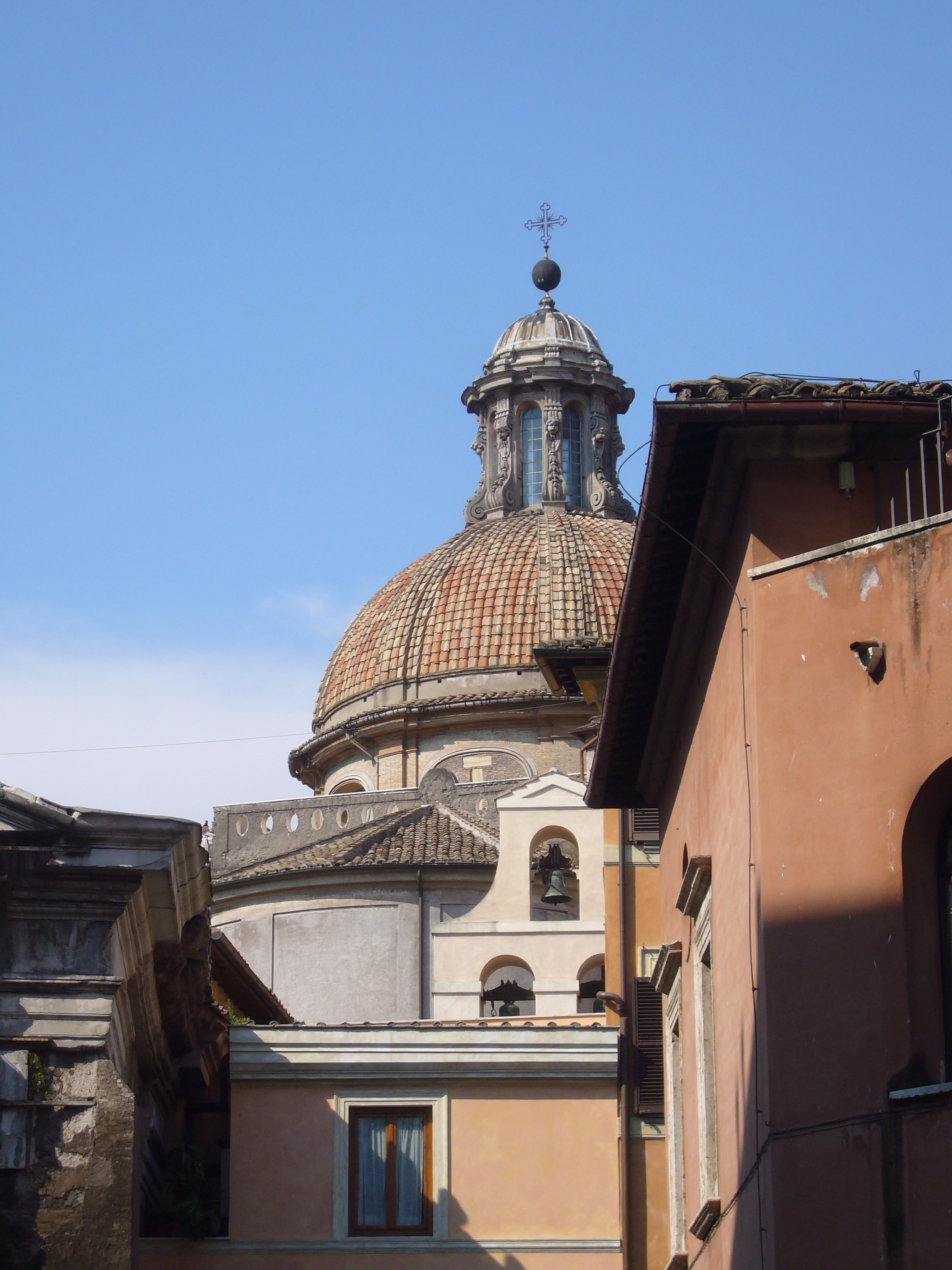
Kopuła i dzwonnica kościoła

Brama portyku Oktawii została zachowana jako podejście do kościoła. Wewnętrzna pierzeja bramy jest wbudowana w strukturę kościoła, z tym że usunięto jedną z czterech kolumn, aby zrobić miejsce na wejście. Drzwi wejściowe nie znajdują się na środku bramy, ale są przesunięte na prawą stronę. Przy wejściu na ścianie znajduje się tablica, która mówi że głowa i ciało aż do płetwy piersiowej każdej ryby dłuższej niż tablica musi zostać przekazane urzędnikom miejskim. Prawdopodobnie zebrane w ten sposób ryby były  wykorzystywane w kuchniach zapewniających pożywienie biednym. Ten swoisty rodzaj daniny obowiązywał do 1798 roku. W prawym rogu kościoła znajduje się XIX-wieczna dzwonnica.

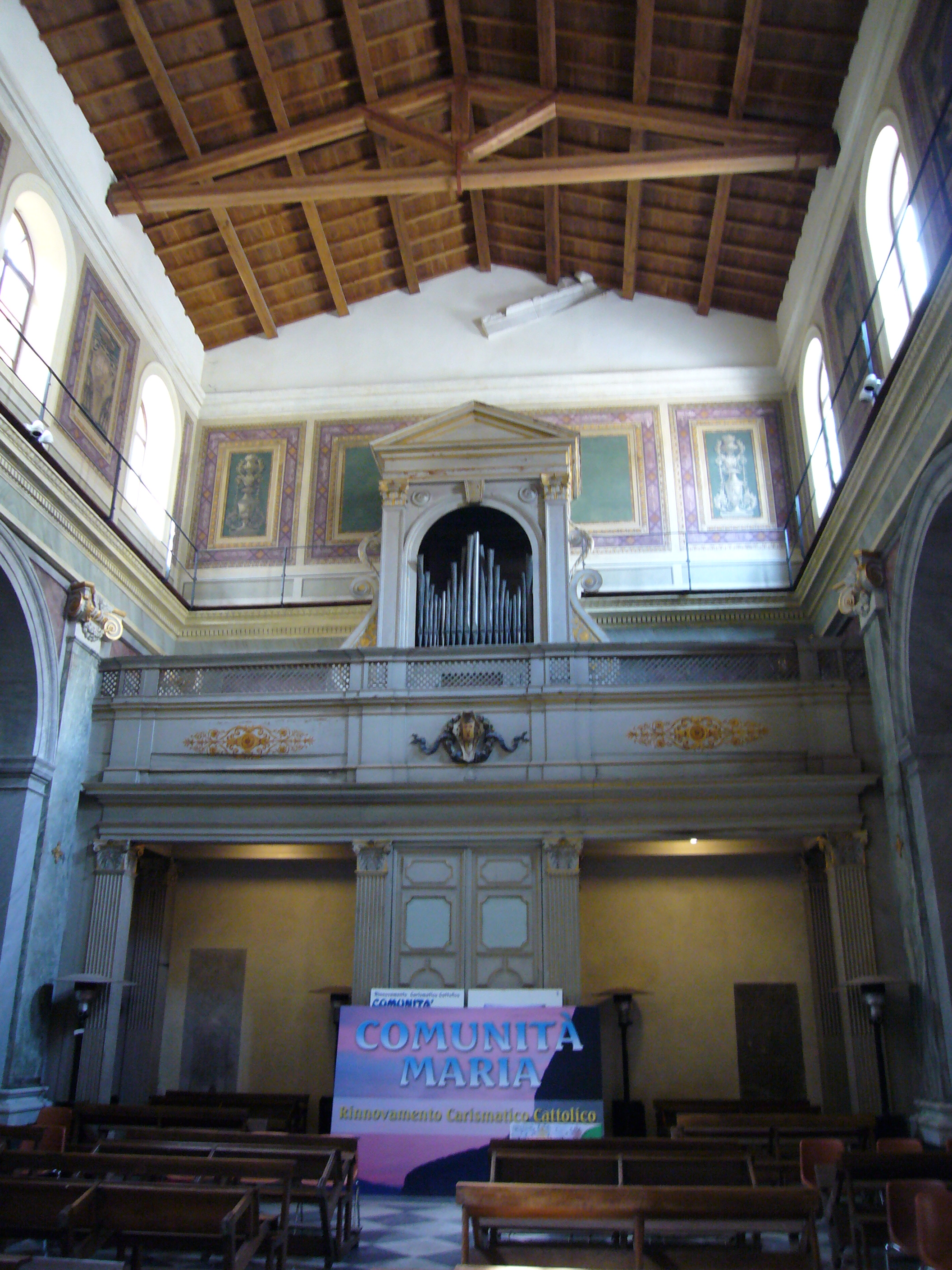
Widok w kierunku organów

Kościół ma nawę główną i dwie nawy boczne oraz zewnętrzną półkolistą apsydę. Arkady pomiędzy nawami mają po dwa duże filary, z których każdy ma joński pilaster. Na łuku tęczowym również są jońskie pilastry. U góry na ścianach nawy głównej są po cztery okna z obu stron, trzy nad arkadą i czwarte nad wejściem. Na ścianach pomiędzy nimi umieszczono malowidła z motywami heraldycznymi. Na ścianie nad wejściem znajduje się galeria z oryginalnymi organami zainstalowanymi podczas XVIII-wiecznej renowacji.
Centralnie w prezbiterium znajduje się obraz przedstawiający Św. Michała Archanioła, po bokach natomiast są dwa XIX-wieczne obrazy z św. Franciszkiem Caracciolo, założycielem kleryków regularnych.
Kaplica św. Józefa
Kaplica poświęcona św. Józefowi znajduje się w pierwszej zatoce prawej nawy. Dawniej była ona poświęcona Trójcy Świętej. W ołtarzu przedstawiono Trójcę Świętą ze św. Wawrzyńcem i Cyrusem autorstwa Giovanniego Battisty Brugela.
Kaplica św. Andrzeja
Na końcu prawej nawy znajduje się kaplica poświęcona św. Andrzejowi. Jest ona bogato zdobiona złoconym stiukiem z freskami pędzla Innocenzo Tacconi na panelach. Na łuku znajdują się przedstawienia ryb. Panele sklepienia ukazują sceny z życia św. Andrzeja. Panele z boków ołtarza przedstawiają św. Franciszka z Asyżu (po lewej) i św. Franciszkę Rzymiankę (po prawej). Ołtarz ma dwie marmurowe jońskie kolumny podtrzymujące trójkątny fronton. Obraz ołtarzowy przedstawia św. Andrzeja, jest to dzieło autorstwa Giorgio Vasariego. Z kolei obraz na ścianie po prawej stronie przedstawia Powołanie św. Andrzeja i jest autorstwa Bernardino Cesari. Na posadzce wykonano herb Università dei Pescivendoli.
Kaplica krucyfiksu
Na początku lewej nawy, na prawo od bocznego wejścia zlokalizowana jest kaplica krucyfiksu. Centralna nisza mieści XVIII-wieczną Kalwarię z figurami Matki Bożej i św. Jana.
Kaplica św. Franciszka Caracciolo
Kaplica ta znajduje się na końcu lewej nawy. Była ona poświęcona Madonna delle Grazie. Obraz ołtarzowy przedstawiający Madonnę z Dzieciątkiem, był dziełem Pietro di Belizo z XVI wieku, ale został on skradziony pod koniec XX wieku. Teraz w pustej ramie znajduje się wizerunek świętego.
Na ścianie kościoła umieszczono fresk z lat 1447-1450 Matka Boża z Dzieciątkiem i aniołami, autorstwa Benozza Gozzoli. Dzieło to dawniej znajdowało się na ścianie zewnętrznej, ale zostało tu przeniesione dla ochrony przed niekorzystnymi warunkami atmosferycznymi.
Krypta
Krypta znajduje się pod prezbiterium, jej obecna forma pochodzi z około XIII wieku. Główne pomieszczenie jest na planie półokręgu, ma ono sklepienie krzyżowe i znajdują się tu dwie białe marmurowe kolumny jońskie. Układ jest zbliżony do pierwotnej apsydy z VIII wieku.

## Kardynałowie diakoni
Kościół świętego Anioła in Pescheria jest jednym z kościołów tytularnych nadawanych kardynałom-diakonom (Titulus Sancti Angeli in Foro Piscario).
- Gregorio Papareschi (1116-1130)
- Grzegorz (1137-1140)
- Gregorio de Jacinto (1143-1154)
- Bonadies (1156-1158)
  - Lando di Sezze[a] (1159-1178)
- Ermanno (1165-1166)
- Uguccione Pierleoni (1173-1178)
- Jan (1178-1181)
- Hugo Etherianus (1182)
- Bobo (1182-1188)
- Gregorio Bobone (1190-1202)
- Pietro Sasso (1204-1206)
- Uberto da Pirovano (1206-1207)
- Romano Bonaventura (1216-1235)
- Riccardo Annibaldi (1238-1276)
- Landolfo Brancaccio (1294-1312)
- Pietro Colonna (1317-1326)
- Giovanni Colonna (1327-1348)
- Guillaume Noellet (1371-1394)
- Pierre Blain[b] (1395-1409)
- Pietro Stefaneschi (1405-1409 oraz 1410-1417)
- Pedro Fonseca[b] (1412-1422)
- Giuliano Cesarini (1430-1435); in commendam (1435-1444)
- Juan Carvajal (1446-1461), in commendam (1461-1469)
- Giovanni Michiel (ok. 1472-1476); in commendam (1476-1503)
- Giuliano Cesarini (1503-1510)
- Federico di Sanseverino (1511 i ponownie 1513-1516)[c]
- Matthäus Lang von Wellenburg (1512-1519)[c], tytuł prezbiterialny pro hac vice (1519-1534)
- Alessandro Farnese (1534-1535)
- Ennio Filonardi tytuł prezbiterialny pro hac vice (1537-1546)
- Ranuccio Farnese (1546-1547), kardynał prezbiter pro hac vice (1547-1565)
- Fulvio della Corgna OSIoHier,  kardynał prezbiter pro hac vice (1565-1566)
- Giovanni Ricci, kardynał prezbiter pro hac vice (1566)
- Scipione Rebiba, kardynał prezbiter  pro hac vice (1566-1570)
- Giovanni Antonio Serbelloni, kardynał prezbiter pro hac vice (1570-1577)
- Ludovico d’Este (1577-1583)
- Filippo Vastavillani (1583-1587)
- Andrzej Batory (1587-1599)
- Andrea Baroni Peretti (1600-1617)
- Luigi Capponi (1620-1621)
- Francesco Boncompagni (1621-1626)
- Ippolito Aldobrandini (1626-1634)
- Marzio Ginetti (1634-1644)
- Girolamo Colonna (1644)
- Giangiacomo Teodoro Trivulzio (1644-1652)
- Vincenzo Costaguti (1652-1653)
- Lorenzo Raggi (1653-1660)
- Carlo Barberini (1660-1667)
- Carlo Gualterio (1667-1668)
- Angelo Celsi (1668-1671)
- Felice Rospigliosi (1673-1685)
- Gianfrancesco Ginetti (1685-1689)
- Gasparo Cavalieri (1689-1690)
- Francesco Barberini (1690-1715)
- Carlo Colonna (1715-1730)
- Prospero Colonna (1739-1743)
- Girolamo Colonna di Sciarra (1743-1753)
- Flavio Chigi (1753-1759)
- Andrea Corsini (1759-1769)
- Francesco d’Elci (1773-1787)
- Vincenzo Maria Altieri (1787-1788)
- Raniero Finocchietti (1788-1789)
- Fernando Spinelli (1789-1790)
- Filippo Campanelli (1790-1791)
- Fabrizio Dionigi Ruffo (1794-1800)
- Alphonse-Hubert de Latier de Bayane (1802-1818)
- Domenico de Simone (1830-1837)
- Luigi Ciacchi (1838-1865)
- Lorenzo Nina (1877-1879)
- Frédéric de Falloux du Coudray (1879-1884)
- Isidoro Verga (1884-1891)
- Filippo Giustini (1914-1920)
- Aurelio Galli (1923-1929)
- Pietro Boetto SJ (1935-1938), kardynał prezbiter pro hac vice (1938-1946)
- Augusto da Silva, kardynał prezbiter pro hac vice (1953-1968)
- Elio Sgreccia (2010-2019)
- Luis Pascual Dri (2023-2025)